# Rödingtjärnen (Sollerö socken, Dalarna)
Rödingtjärnen är en sjö i Mora kommun i Dalarna och ingår i Dalälvens huvudavrinningsområde.